# Гатерія
Гате́рія, або туата́ра — єдина представниця поширених у давні часи дзьобоголових рептилій — тварини проіснували майже 200 млн років без істотних змін будови (реліктовий вид).
З 1989 по 2010 роки вважалося, що крім виду Sphenodon punctatus існує також другий малочисельний вид туатар острова Бразер (Sphenodon guntheri), описаний професором університету Вікторія (Веллінгтон) Чарльзом Догерті. Втім, це розрізнення видів було оскаржене спершу в публікації Генетичне розмаїття і таксономія туатар 2010 року (серед авторів якої був і Чарльз Догерті), а згодом, у масштабному проєкті секвенування їхнього геному. Бразерські туатари було запропоновано розглядати як локальний варіант єдиного виду (хоч і, можливо, на шляху до видоутворення), друга група дослідників наголосила, що попри підтримку об'єднання популяцій Sphenodon punctatus і Sphenodon guntheri в один вид, вони бачать сенс зберегти їх розрізнення в природоохоронних цілях.
Гатерія досягає довжини 1 метра. Її масивне тіло прикрашене від голови до хвоста гребенем. Тому туземці Нової Зеландії ще називають ящірку туатара, що означає «шипоносна». Ареал охоплює 13 невеликих скелястих островів в затоці Пленті. Раніше траплялася по всій Новій Зеландії, але була винищена завезеними хижаками.

## Спосіб життя
Гатерія — нічна істота, що виповзає з нори, коли температура спаде до 10 градусів за Цельсієм. Має досить добре розвинене «третє», або тім'яне око, яке серед сучасних рептилій збереглося тільки в неї та деяких ящірок. Його функції малозрозумілі, але більшість досліджень, зроблених на ящірках, вказує на те, що воно відіграє певну роль у синхронізації добових ритмів організму з циклом зміни дня й ночі, а також в орієнтуванні у просторі. Живе 100–200 років. Малята народжуються з яєць через 15 місяців. Живиться комахами та іншими безхребетними, іноді поїдає яйця птахів.